# Hieronymus Praetorius (Geistlicher)
Hieronymus Praetorius (auch Hieronymus Schultze; * 25. November 1595 in Hamburg; † 23. Dezember 1651 in Schmalkalden) war ein deutscher lutherischer Geistlicher, Theologe, Physiker und Hochschullehrer.

## Leben
Praetorius stammte aus einer Hamburger Musikerfamilie und war Sohn des Organisten und Komponisten Hieronymus Praetoris sowie Enkel des Organisten Jacob Praetorius der Ältere. Er besuchte zunächst die Schule in Hamburg, anschließend die Schule in Hannover. Danach ging er zum Studium an die Universität Wittenberg. Dort wurde er 1618 zum Magister graduiert. Anschließend wechselte er an die Universität Jena, an der er unter anderem bei Johann Gerhard studierte. 1622 erhielt er eine Stelle als Adjunkt der philosophischen Fakultät, 1626 als Professor der Ethik und Politik und 1631 als Professor der Physik.
Praetorius erhielt von Herzog Bernhard von Sachsen-Weimar, als dieser 1633 Herzog von Franken wurde, die Stelle als erster evangelischer Superintendent von Würzburg. Außerdem wurde er Professor der Theologie an der Universität Würzburg. In der Folge der Schlacht bei Nördlingen im September 1634 musste er fliehen und kam mit seiner Familie im Kartäuserkloster Erfurt unter. Von Herzog Wilhelm von Sachsen-Weimar wurde er zum Hofprediger nach Weimar berufen.
Praetorius kam 1637 nach Schleusingen. Dort war er Superintendent, Konsistorialassessor sowie Professor der Theologie und Ephorus des Schleusinger Gymnasiums. Schließlich wurde er 1642 Superintendent und Pastor von Schmalkalden. Rufe als Hofgeistlicher oder Professor aus Braunschweig, Jena, Frankfurt am Main und Regensburg lehnte er ab.
Sein Schwiegersohn war der Theologe Johannes Andreas Olearius. Der Komponist und Organist Johann Praetorius war sein Zwillingsbruder, der Organist und Komponist Jacob Praetorius der Jüngere ein weiterer Bruder.

## Werke (Auswahl)
- In Petitionem nonnullorum Ex Praeceptis & Canonibus constructum. Weidner, Jena 1626.
- Canonum Metaphysicorum Pars Generalis. Weidner, Jena 1626.
- Exercitium Politicum De Aristocratia. Weidner, Jena 1629.
- Philosophiae Practicae, Pars Communis Et Specialis. Reiffenberg, Jena 1638.
- Theatrum Ethicum & Politicum. Brickner, Jena 1663.